# Sassnitz
Sassnitz (tot 1993 Saßnitz) is een Duitse gemeente in de deelstaat Mecklenburg-Voor-Pommeren. De gemeente maakt deel uit van de Landkreis Vorpommern-Rügen op het eiland Rügen.
Sassnitz telt 9.191 inwoners.

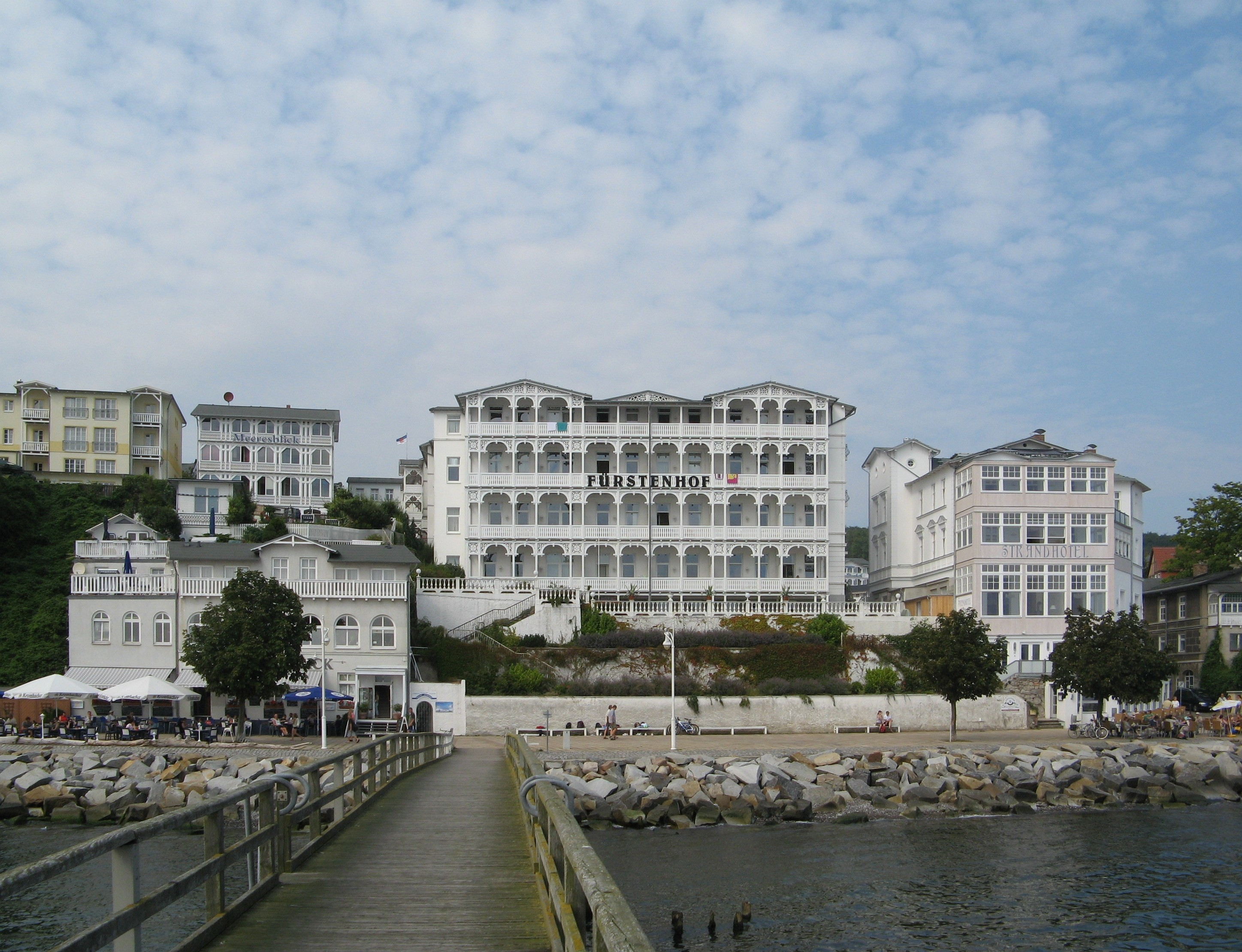
Hotels aan de promenade
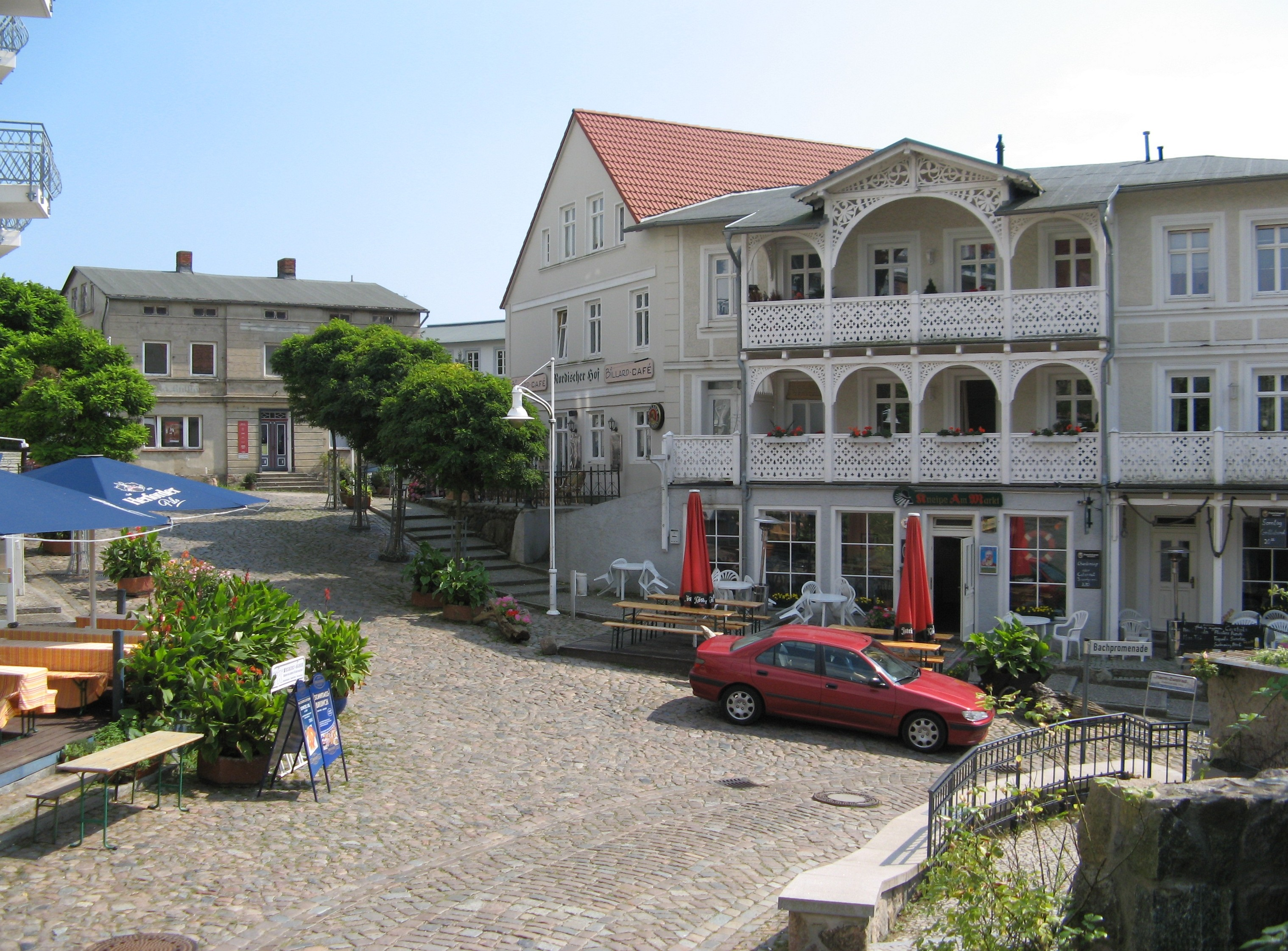
Marktplatz